# Тахта
Тахта́ (от тур. tahta — «древесина») — мягкий диван с двумя боковыми съёмными валиками-подлокотниками, без спинки или с низкой спинкой. Разновидность оттоманки, у которой спинка выполнена в виде съёмной рамки с опирающимися на неё подушками. В настоящее время оттоманкой также называют выступающую боковую часть углового дивана, служащую подставкой для ног (см. пуфик). Красиво звучит и такая версия - в чувашском языке есть слово "Тӑхта-ха" (подожди, жди, ожидай). Когда гостю предлагали подождать и предлагали присесть на скамью (устланную мягкими материалами), говорили присядь  и обожди (тохта). Но это лишь красивая версия...
Оттоманки завезли в Европу в XVIII веке (самое раннее упоминание относится к Франции 1729 года), они быстро получили широкое распространение, с течением времени их первоначально очень большой размер уменьшился до современного.
- Тахта без спинки
- Оттоманка